# Tepe uvular
O tepe ou flepe uvular  é um tipo de som consonantal, usado em algumas línguas faladas. Não existe um símbolo dedicado para este som no AFI. Ele pode ser especificado adicionando um diacrítico de uma consoante "curta" à letra da plosiva uvular, ⟨ɢ̆⟩, mas normalmente é coberto pela letra não modificada do trinado uvular, ⟨ʀ⟩, uma vez que os dois nunca foram relatados para contrastar.
O tepe ou flepe uvular não existe como fonema em nenhum idioma. Mais comumente, diz-se que varia com o trinado uvular muito mais frequente e é mais provavelmente um trinado de contato único [ʀ̆] em vez de uma batida ou aba real [ɢ̆] nessas línguas. (A principal diferença entre uma torneira e um trinado é o fluxo de ar, não o número de contatos.)

## Características
- Sua maneira de articulação é tepe ou flepe, o que significa que é produzida com uma única contração dos músculos de forma que um articulador (geralmente a língua) é lançado contra outro.[2]
- Seu ponto de articulação é uvular, o que significa que está articulado com a parte posterior da língua (dorso) na úvula.[2]
- Sua fonação é expressa, o que significa que as cordas vocais vibram durante a articulação.[2]
- É uma consoante oral, o que significa que o ar só pode escapar pela boca.[2]
- É uma consoante central, o que significa que é produzida direcionando o fluxo de ar ao longo do centro da língua, em vez de para os lados.[2]
- O mecanismo da corrente de ar é pulmonar, o que significa que é articulado empurrando o ar apenas com os pulmões e o diafragma, como na maioria dos sons.[2]

## Ocorrência
| Língua     | Língua          | Palavra                | AFI                    | Significado      | Notes |
| ---------- | --------------- | ---------------------- | ---------------------- | ---------------- | --- |
| Neerlandês | Neerlandês      | rood                   | [ʀ̆oːt]                 | Vermelho         | Mais comum que a vibrante múltipla uvular. Realização de /r/ varia consideravelmente dependendo do dialeto. |
| Alemão     | Padrão          | Ehre                   | [ˈʔeːʀ̆ə]               | Honra            | Realização intervocálica comum da vibrante múltipla uvular.                                                 |
| Ingles     | Nortúmbrio      | red                    | [ɢ̆ɛd]                  | Vermelho         | Tepe, ou ainda uma fricativa tocada, Mais comumente uma fricativa plana. Veja Rebarba da Nortúmbria.        |
| Hiu        | Hiu             | [βɔ̞ʀ̆]                  | [βɔ̞ʀ̆]                  | Hibisco          | |
| Ibibio     | Ibibio          | ufʌkọ                  | [úfʌ̟̀ɢ̆ɔ̞]                | Resumo           | Alofone intervocálico de /k/; pode ser uma aproximante velar [ɰ] no lugar.                                  |
| Limburguês | Dialeto hasselt | weuren                 | [ˈβ̞øːʀ̆ən]              | (Eles) Estavam   | Possível alofone intervocálico com /r/; pode ser alveolar [ɾ] no lugar.                                     |
| Okanagano  | Do sul          | ʕaləp                  | [ɢ̆àlə́p]                | Perder           | Alofone de /ʕ/; corresponde a [ʕ] em outros dialetos.                                                       |
| Supyire    | Supyire         | tadugugo               | [taduɢ̆uɢ̆o]             | Lugar para subir | Pode ter variação livre com [ɡ].                                                                            |
| Wahgi      | Wahgi           | [ exemplo necessário ] | [ exemplo necessário ] |                  | Alofone de /ʟ̝/.                                                                                             |
| Iídiche    | Padrão          | בריק                   | [bʀ̆ɪk]                 | Ponte            | Menos comumente uma vibrante múltipla [ʀ]; pode ser alveolar [ɾ] ~ [r] no lugar.                            |